# Świątynia Po Nagar
Świątynia Po Nagar w Nha Trang − hinduistyczna świątynia czamska z VIII w. n.e., miejsce kultu bogini Yang Ino Po Nagar − wcielenia Durgi.

## Położenie
Świątynia znajduje się na wzgórzu u ujścia rzeki Cái, ok. 2 km od centrum miasta Nha Trang w środkowym Wietnamie.

## Historia
Istniejąca wcześniej w tym miejscu drewniana świątynia została spalona w czasie najazdu Jawajczyków w 774 r. n.e. W 784 r. świątynię odbudowano z cegły i kamienia. Rozbudowa sanktuarium do XIII w. Kilkakrotnie była napadana i rabowana. Na początku XX w. zespół francuskich archeologów kierowany przez Henriego Parmentiera wykonał na terenie świątyni badania archeologiczne i renowacyjne.

## Architektura
Według badań archeologicznych na wzgórzu świątynnym, na obszarze ok. 500 m² stało 10 różnych konstrukcji. Do naszych czasów przetrwało z tego tylko 5:

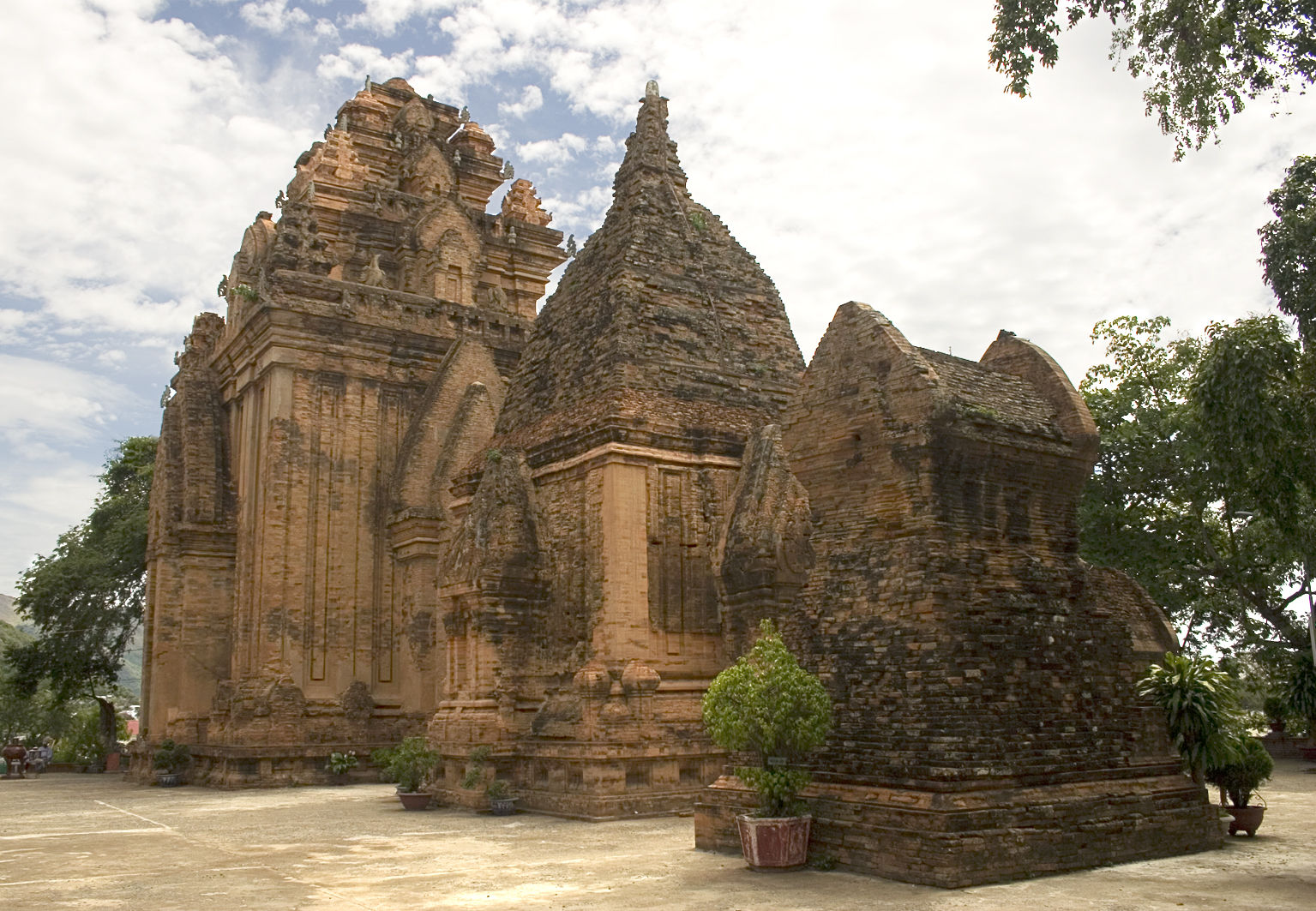
Trzy wieże Po Nagar

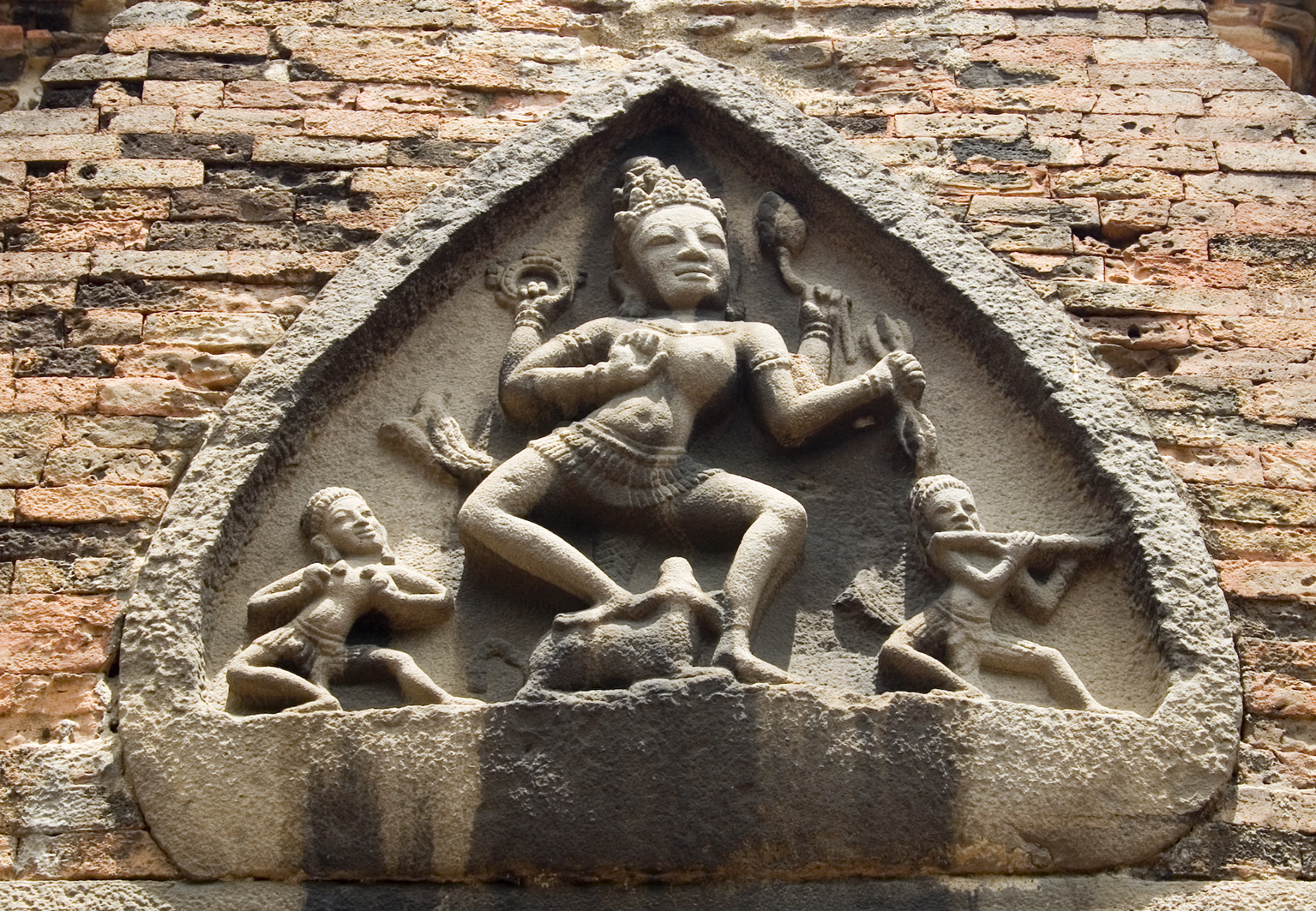
Durga nad wejściem do kalanu

- kalan − główna wieża o wysokości 22,8 m, na planie kwadratu, z 3-piętrowym dachem w kształcie stożka, na którym zachowały się bogate zdobienia, stanowiąca główny przykład stylu Po Nagar, XI w. czamskiej architektury
- wieża północno-zachodnia − bogato zdobiona, pochodząca z drugiej połowy X w. nieduża świątynia. Uwagę zwracają wykonane z cegły rzeźby pokrywające zewnętrzne ściany świątyni
- wieża południowa − unikalna w swoim stylu budowla, pochodząca z XII w.
- wieża południowo-wschodnia − najmniejsza z budowli
- Mandapa − podwójny szereg 14 kolumn położony poniżej kalanu; drewniany dach mandapy nie dotrwał do naszych czasów.

Wieże zostały zbudowane z cegły, przy zastosowaniu łęku pozornego, czego rezultatem są grube mury i niewielkie wnętrza. W głównym sanktuarium, w kalanie, znajduje się figura bogini wyrzeźbiona za panowania króla Dżaja Parameśwarawarmana w 1050 r. W przedsionku umieszczono lingę, leżący posąg byka nandi i inne obiekty kultu. Na frontonie kalanu, nad głównym wejściem, jest umieszczona bardzo dobrze zachowana płaskorzeźba przedstawiająca wieloręczną boginię.

## Obiekty infrastruktury
Świątynia znajduje się w środku miasta. Na wzgórzu są pomieszczenia gospodarcze, a u podnóża liczne kramy nastawione głównie na turystów.

## Patron
Świątynia poświęcona jest bogini Yang Ino Po Nagar, wcieleniu Bhagavati identyfikowanej z Durgą. Świątynia w Nha Trang jest największym czamskim sanktuarium poświęconym Durdze.